# کارگولوکس

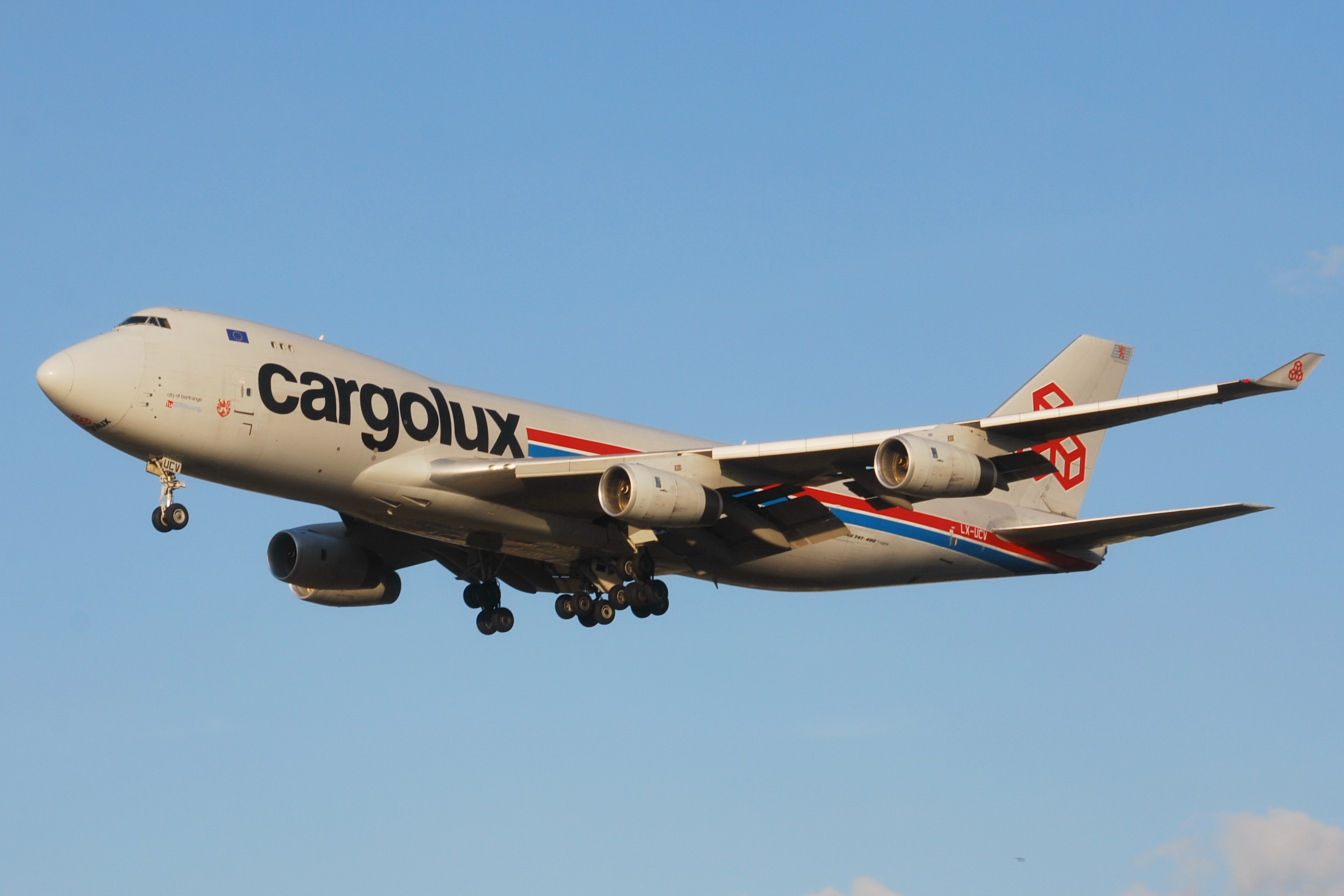
هواپیمای بوئینگ ۴۰۰-۷۴۷ متعلق به کارگولوکس

کارگولوکس، (به انگلیسی: Cargolux) شرکت هواپیمایی باری لوکزامبورگی است، که در سال ۱۹۷۰ توسط شرکت لوکزایر تأسیس شد و در حال حاضر روزانه به ۶۴ مقصد، در آسیا، آفریقا، اروپا، آمریکای شمالی و جنوبی پروازهای مستقیم دارد.
دفتر مرکزی شرکت کارگولوکس در شهر سندوایلر، لوکزامبورگ قرار دارد و فرودگاه لوگزامبورگ - فیندل، قطب این شرکت هواپیمایی به‌شمار می‌آید. شرکت کارگولوکس در حال حاضر در ناوگان هوایی خود، دارای ۲۰ فروند هواپیمای باری می‌باشد.